# Episodi di Lucy, the Daughter of the Devil
La prima stagione della serie animata Lucy, the Daughter of the Devil, composta da 11 episodi, è stata trasmessa negli Stati Uniti, da Adult Swim, dal 30 ottobre 2005 all'11 novembre 2007.
| nº | Titolo originale                               | Prima TV USA      |
| -- | ---------------------------------------------- | ----------------- |
| 1  | He's Not the Messiah, He's a DJ                | 30 ottobre 2005   |
| 2  | Escapeoke                                      | 9 settembre 2007  |
| 3  | Dildo Factory                                  | 16 settembre 2007 |
| 4  | Temptasia                                      | 23 settembre 2007 |
| 5  | Terry the Teratoma                             | 30 settembre 2007 |
| 6  | Human Sacrifice                                | 7 ottobre 2007    |
| 7  | The Busboy                                     | 14 ottobre 2007   |
| 8  | The Special Fathers vs. the Vampire Altar Boys | 21 ottobre 2007   |
| 9  | Dreamster                                      | 28 ottobre 2007   |
| 10 | Satan's School for Girls                       | 4 novembre 2007   |
| 11 | Monster                                        | 11 novembre 2007  |

## He's Not the Messiah, He's a DJ
- Titolo originale: He's Not the Messiah, He's a DJ
- Diretto da: Loren Bouchard
- Scritto da: Loren Bouchard

### Trama
Una giovane ragazza di San Francisco di nome Lucy ora ha 21 anni e suo padre, il Diavolo, l'ha scelta per compiere il suo destino di Anticristo, che le piaccia o no. Il Diavolo manda quindi Lucy ad un appuntamento con il senatore Whitehead, durante il quale incontra DJ Jesús.
- Sigla: Maneater.

## Escapeoke
- Titolo originale: Escapeoke
- Diretto da: Loren Bouchard
- Scritto da: Loren Bouchard e Holly Schlesinger

### Trama
Il Diavolo acquista un franchising di ristoranti messicani karaoke chiamato Tequila Sally's e invita Lucy a lavorare lì. Lucy offre volontario DJ Jesus per eseguire il karaoke quel martedì. Nel frattempo, i Padri Speciali e la Sorella Speciale cercano la ragazza usando l'Occhio di Vetro di Sant'Agostino.
- Sigla: Paint the Town Red.

## Dildo Factory
- Titolo originale: Dildo Factory
- Diretto da: Loren Bouchard
- Scritto da: Loren Bouchard e Holly Schlesinger

### Trama
Satana e Becky credono che se il mondo si masturbasse l'8% in più la civiltà crollerebbe. Nel tentativo di accelerare la caduta della civiltà il Diavolo lancia la Sinspirations, un'azienda produttrice di giocattoli sessuali. Lucy mostra interesse per gli affari di suo padre e cerca di convincerlo a farsi aiutare. Nel frattempo, DJ Jesús tenta di battere il record mondiale di tenere le braccia aperte con un angolo di 90 gradi per tre giorni e chiede a Lucy di prendere un dildo speciale creato da lui nel tentativo di venderlo all'asta sul suo sito web.
- Sigla: Sperm Waltz.

## Temptasia
- Titolo originale: Temptasia
- Diretto da: Loren Bouchard
- Scritto da: Loren Bouchard e Holly Schlesinger

### Trama
Lucy, Judas e il Clero Speciale attendono il profetizzato arrivo di DJ Jesús al Burning Man. Tuttavia, Satana lo abbandona nel deserto e cerca di impedirgli di mostrarsi al festival con l'aiuto di Becky.
- Sigla: Holding Hands Around the World.

## Terry the Teratoma
- Titolo originale: Terry the Teratoma
- Diretto da: Loren Bouchard
- Scritto da: Loren Bouchard e Holly Schlesinger

### Trama
A Satana viene rimosso un teratoma (un tumore con denti, capelli e capace di parlare) dall'ascella e lo tiene con sé per un suo amico, chiamandolo Terry. Terry inizia a prendere il lavoro del Diavolo e dopo che Becky si innamora del tumore, insieme tramano di uccidere DJ Jesús. Nel frattempo, DJ Jesús lavora alla produzione del suo film Lacy basato sul libro che ha scritto sulla relazione tra lui e Lucy.
- Sigla: Friend of the Devil.

## Human Sacrifice
- Titolo originale: Human Sacrifice
- Diretto da: Loren Bouchard
- Scritto da: Loren Bouchard e Holly Schlesinger

### Trama
Satana propone DJ Jesus per il sacrificio umano in onore dell'annuncio della candidatura alla presidenza degli Stati Uniti del senatore Whitehead all'annuale festival Bohemian Grove. Nel frattempo, il Clero Speciale, avendo saputo della festa, decide di intrufolarsi.
- Sigla: Go to Hell.

## The Busboy
- Titolo originale: The Busboy
- Diretto da: Loren Bouchard
- Scritto da: Loren Bouchard e Holly Schlesinger

### Trama
Per tenerlo lontano, il Diavolo assicura al figlio del senatore Whitehead, un molestatore sessuale di nome Tad, un lavoro come aiuto cameriere al Tequila Sally's. Mentre lavora lì, sviluppa un interesse per Lucy. Nel frattempo, DJ Jesús fa esperimenti con il "foodigami", l'origami con il cibo, mentre Satana diventa ossessionato dal registro dei reati sessuali.
- Sigla: Meat Music.

## The Special Fathers vs. the Vampire Altar Boys
- Titolo originale: The Special Fathers vs. the Vampire Altar Boys
- Diretto da: Loren Bouchard
- Scritto da: Loren Bouchard e Holly Schlesinger

### Trama
I chierichetti dell'area di San Francisco sono diventati vampiri e stanno banchettando con i preti di tutta la città, spingendo l'arcivescovo locale a ricattare il Clero Speciale per aiutarlo a risolvere la minaccia.
- Sigla: Boogie Oogie Oogie.

## Dreamster
- Titolo originale: Dreamster
- Diretto da: Loren Bouchard
- Scritto da: Loren Bouchard e Holly Schlesinger

### Trama
Il Diavolo commercializza una macchina a rumore bianco chiamata Dreamster, che usa per addormentare le persone ed entrare con loro nei loro sogni. Nei loro sogni si finge uno psichiatra, il Dott. Weiner, per scoprire le loro peggiori paure e tentare di ucciderli, cosa che li ucciderebbe nella vita reale.
- Sigla: Dreamster Theme.

## Satan's School for Girls
- Titolo originale: Satan's School for Girls
- Diretto da: Loren Bouchard
- Scritto da: Loren Bouchard e Holly Schlesinger

### Trama
DJ Jesús e il suo entourage affittano un collegio cattolico per ragazze abbandonato, in modo che possa lavorare in un tranquillo isolamento. Più tardi si scopre che trent'anni prima la scuola è stata teatro di un macabro crimine, portando all'apparizione dei fantasmi delle ragazze, con in sottofondo una canzone da discoteca.
- Sigla: Pound My Tom Tom.

## Monster
- Titolo originale: Monster
- Diretto da: Loren Bouchard
- Scritto da: Loren Bouchard e Holly Schlesinger

### Trama
Un mostro gigante sta terrorizzando San Francisco. Il senatore Whitehead vuole ucciderlo sulla televisione nazionale per aiutare la sua candidatura presidenziale, tuttavia Satana vuole catturarlo per tenerselo. DJ Jesús pensa che il suo potere di beatboxing possa distruggerlo e tutti e tre si scontrano al Golden Gate Bridge.
- Sigla: I Know What Boys Like.